# 普斯科夫低地
普斯科夫低地（俄语：Псковская низменность）是俄羅斯的低地，位於東歐平原西北部，面積17,000平方公里，南北端和東西端分別相距200至500米和80至90米，平均海拔高度65米。